# Théo Rol
Pour les articles homonymes, voir Rol.
Théo Rol, de son vrai nom Théophile Rol, né le 6 janvier 1912 à Orléans et mort le 8 septembre 1938 en Espagne, est un officier des Brigades internationales.

## Biographie
Théo Rol participe à la guerre d'Espagne, d'abord dans une unité de secouristes. Au sein de la 14e Brigade, il prend part à de nombreux combats et est nommé caporal, sergent, lieutenant, puis commandant du bataillon Commune de Paris.
Il est tué dans les combats de la Serra de Caballs (Catalogne) en 1938. Ces combats font partie de la bataille de l'Èbre, qui décide de la victoire des franquistes en Espagne.
Henri Rol-Tanguy choisit son nom de guerre en hommage à Théo Rol.
Théophile Rol avait quatre frères : André (décédé le 8 mars 1997), Jean, Francois (décédé le 2 mars 2013) et Michel, tous décédés.